# André Berry
André Berry (Bordeaux, 1º agosto 1902 – Parigi, 7 ottobre 1986) è stato uno scrittore francese.
È sepolto a Quinsac. 

## Biografia
Figlio di un dirigente della Compagnie Générale Transatlantique, ha studiato ai licei Rollin e Condorcet. Si è laureato in inglese e ha insegnato nei licei Charlemagne, Voltaire e Saint-Louis a Parigi. 
Scrisse di Quinsac: "La tua modesta città, rendendomi cittadino onorario, mi ha reso un grande onore e un piacere (...) in quanto è vero che il suolo che abbiamo percorso i nostri primi passi rimane per ognuno di noi un suolo sacro e magico, i cui fiori, i cui frutti sono più preziosi per i nostri occhi rispetto a tutti gli altri fiori, rispetto a tutti gli altri frutti."
Nel 1926, ricevette il premio Archon-Despérouses. Nel 1957 fu vincitore del Grand Prix de Poésie dell'Académie Française per i suoi Sonnets surréels.
Con lo pseudonimo di Alban Darbaud scrisse testi e romanzi erotici, tra cui Le Vagabond libertin nel 1957, pubblicato da Les Editions du Scorpion. 

## Opere
- Chantefable de Murielle et d'Alain, Firmin-Didot et Cie 1930
- Lais de Gascogne Firmin-Didot et Cie 1933
- La Corbeille de Ghislaine Firmin-Didot et Cie 1933
- Le Congé de jeunesse Firmin-Didot et Cie 1935
- Contes millesiens illustré par Joseph Hémard 1936
- Les Esprits de Garonne Paris, Julliard, 1941
- Sonnets surréels, Editions rougerie, 1957
- Les Expériences amoureuses Table ronde - Tome 1: 1963 et Tome 2: 1964
- Les Églogues de Pey de Garros (coll. « Bibliothèque méridionale. Série littéraire », 29), Toulouse, Privat.
- Privilège poétique
- Pervigilium mortis (La Veillée de la mort)
- Les Aïeux empaillés, Éd. Henri Lefebvre, 1949
- Le légendier bordelais, Julliard 1965